# Dietrich DP IV
Die Dietrich DP IV war ein Projekt der Dietrich-Gobiet Flugzeugwerk AG für ein offenes viersitziges Passagierflugzeug aus dem Jahr 1924.

## Entwicklung
Die Dietrich DP IV war die zweite von drei Flugzeugentwicklungen, die für kommerzielle Einsatzzwecke ausgelegt wurden. Sie war als mittleres, viersitziges Zubringerflugzeug für die Dietrich-Gobiet Luftverkehr GmbH vorgesehen. Der Entwurf von Erich von Knüpffer wurde bereits in einem frühen Projektstadium aufgegeben. Der Bau eines Prototyps fand nicht statt.

## Konstruktion
Der Entwurf entstand unter der Leitung von Knüpffers 1924 als offener, verspannungsfreier Tiefdecker in Gemischtbauweise. Der quadratische Rumpf wurde als stoffbespannte Stahlrohrkonstruktion ausgeführt, während der einteilige, zweiholmige Flügel als Holzkonstruktion ausgelegt war. Für eine platzsparende Unterbringung in einer Flugzeughalle war der Flügel in weniger als zwei Minuten aus dem Rumpf herausziehbar montiert.
Im Cockpitbereich wurde der Rumpf verbreitert, um eine 1,25 m breite Sitzbank für zwei Personen nebeneinandersitzend zu verbauen. Zwei dieser Sitzbänke waren hintereinander angeordnet, von denen die vordere Bank im Schwerpunkt des Flugzeugs lag. Als Antrieb war ein 100 PS starker Motor Siemens & Halske Sh 6 vorgesehen.
Mit einer Reichweite von 500 km war die DP IV sowohl als Zubringerflugzeug in einem Umfeld von 150–200 km geeignet als auch als Geschäftsreiseflugzeug über längere Distanzen.

## Technische Daten
| Kenngröße             | Daten                                              |
| --------------------- | -------------------------------------------------- |
| Besatzung             | 1 Pilot                                            |
| Passagiere            | 3                                                  |
| Länge                 | 7,70 m                                             |
| Spannweite            | 13,00 m                                            |
| Höhe                  | 2,25 m                                             |
| Flügelfläche          | 22,50 m²                                           |
| Flügelstreckung       | 7,5                                                |
| Flächenbelastung      | 40,0 kg/m²                                         |
| Leistungsbelastung    | 9,0 kg/PS                                          |
| Rüstmasse             | 490 kg                                             |
| Zuladung              | 410 kg                                             |
| Startmasse            | 900 kg                                             |
| Antrieb               | ein Siemens-&-Halske-Sh-6-Motor mit 100 PS (74 kW) |
| Höchstgeschwindigkeit | 150 km/h                                           |
| Gipfelhöhe            | 3000 m                                             |
| Aktionsradius         | 650 km                                             |